# تاستین (میشیگان)
تاستین، میشیگان (به انگلیسی: Tustin, Michigan) یک منطقهٔ مسکونی در ایالات متحده آمریکا است که در میشیگان واقع شده‌است.

## خصوصیات
تاستین ۱٫۰۱ کیلومترمربع مساحت و ۲۳۰ نفر جمعیت دارد و ۳۷۴ متر بالاتر از سطح دریا واقع شده‌است.